# Vexta
Vexta — австралійська художниця по трафаретах і вулична художниця з Сіднея, Австралія.

## Кар'єра
Vexta розпочала свою кар'єру як вулична художниця в Мельбурні та Сіднеї, Новий Південний Уельс, і згодом стала однією з найвідоміших австралійських митців, що працюють як у міському просторі, так і в галереях. Її мистецтво часто досліджує теми смерті, відродження та гендерної подвійності — питання, які вона активно висвітлює як одна з небагатьох відомих жінок у сфері вуличного мистецтва. Роботи Vexta можна побачити в Австралії, США, Лондоні, Європі, Мексиці, Південній Америці, а також на Бієнале сучасного мистецтва Індії. Vexta була названа «однією з небагатьох австралійських художниць трафаретів, які досягли широкого визнання» Лоїс Ставскі, авторка основоположної художньої книги Graffiti 365.
Коли Vexta переїхала зі свого рідного міста Сідней до Мельбурна в середині 2000-х років, вона зіткнулася з більшою частиною процвітаючої нижньої частини місцевої трафаретної культури, яка набувала сумної слави протягом майже десяти років. Навчаючись і працюючи разом із сумно відомими майстрами трафаретів, такими як Dlux, Optic, Sync і Ha-Ha, вона почала вирізати та розпилювати власні трафарети. Її барвисті, залиті неоном зображення полеглих фігур з опереними крилами та її знакових скелетів, що цілуються, захопили вулиці Мельбурна та закріпили її місце на сцені, що розвивається, головною фігурою якої вона зараз є.
Її роботу придбала Національна галерея Австралії, і вона займала важливе місце на першій виставці вуличного та трафаретного мистецтва галереї «Space Invaders», яка два роки відвідувала австралійські мистецькі установи. Вона також виконала масштабні роботи на замовлення на стінах по всьому світу по всьому світу, брала участь у десятках групових шоу.

## Робота
Мотивація Vexta для трафаретного мистецтва є як мистецькою, так і соціально-політичною. Було задокументовано, що вона сказала:
«Як художник, ви берете все, що є навколо вас, щоб створити цю річ, яка є важливою, але, можливо, не може бути виражена мовою. Мої картини розглядають ці нематеріальні аспекти нашого життя, такі як сни та швидкоплинні стани; світ навколо нас і наше місце в ньому».
Її головна мета в роботі — зв'язатися з публікою на емоційному рівні:
«Я хочу знайти та вловити те, що робить нас людьми, душу особистості, яка водночас є особистою, але водночас глибоко універсальною».
Vexta зацікавлена у створенні геометричних трикутників, які вона порівнює з субатомними частинками, з яких складається вся матерія. Вона любить залишати невеликий порожній простір у своєму вуличному мистецтві, щоб глядач міг застосувати власну точку зору до твору мистецтва. Вона створює твори мистецтва через психоделічний об'єктив, часто протиставляючи людей і тварин, досліджуючи теми життя/смерті, фізики, космології та жіночої культури.
Vexta була представлена в документальному фільмі «Раш» (2005), який досліджує культурну цінність вуличного мистецтва в Мельбурні. Вона також знялася у фільмі «Вихід через сувенірний магазин» (2010).

## Шоу/Виставки
Vexta була одним із небагатьох вуличних художників у всьому світі, яких Бенксі, найвідоміший у світі вуличний художник, особисто запросив взяти участь у «Фестивалі банок», андерграундному заході, присвяченому лише трафаретам, на якому також брали участь Blek le Rat, Vhils, Faile та Pure Evil.
Крім того, на міжнародному рівні Vexta був одним із дванадцяти австралійських художників, обраних для виставки в рамках Young & Free, найбільшої австралійської виставки вуличного мистецтва за межами Австралії. Це відбулося у вересні 2011 року в галереї White Walls у Сан-Франциско, штат Каліфорнія, де воно мало комерційний успіх.
Вона брала участь у шоу «Слово на „F“: фемінізм у мистецтві», яке проходило в Untitled Space у Нью-Йорку з 21 по 28 жовтня 2015 року. Подія була створена з нагоди випуску GirlPower журналу Untitled і є частиною серії «Жінки в мистецтві», яка проходить у галереї.

## Подальше читання
- Dew, Christine (2007). Uncommissoned Art – Melbourne. Melbourne: Melbourne University Press. ISBN 978-0-522-85375-9.
- Smallman, Jake; Nyman, Carl (2005). Stencil Graffiti Capital – Melbourne. New York City: Mark Batty Publisher. ISBN 0-9762245-3-4.
- Dean, Bec; Shimada, Hana (2006). The May's Retrospective – May Lane Street Art 2005–2006. Sydney: Graphic Art Mount. ISBN 978-0-646-46429-9.
- Stencil Revolution Member Gallery. (features photos of works exhibited.)